# Jim Moloney
Pour les articles homonymes, voir Moloney.
James Clark Moloney, dit Jim Moloney, né le 8 octobre 1929 et mort le 23 mars 1994 à Malibu, dans l'État de Californie, est un acteur, scénariste et producteur américain.

## Carrière

### Acteur
Jim Moloney apparaît dans les années 1950 dans de petits rôles (pour lesquels il n'est parfois pas crédité) au cinéma et à la télévision.

### Scénariste
En 1979-1980, il travaille avec le réalisateur français Gérard Oury pour adapter le scénario du film Le Crocodile (un projet de film prévu pour Louis de Funès mais abandonné à cause de ses ennuis de santé) dans une version plus américaine pour l'acteur Peter Sellers, pour qui Moloney venait d'écrire le scénario du film Le Complot diabolique du docteur Fu Manchu. 
En même temps, il travaille avec Peter Sellers sur un septième opus de La Panthère rose, intitulé Romance of the Pink Panther (en).
Mais le décès de Peter Sellers, le 24 juillet 1980, d'une attaque cardiaque, mit fin aux deux projets.

## Filmographie

### Scénariste
- 1979-1980 : Romance of the Pink Panther (en) (projet de film)
- 1980 : Le Complot diabolique du docteur Fu Manchu de Piers Haggard
- 1980 : Le Crocodile (projet de film) de Gérard Oury.
- 1984 : The Night They Saved Christmas (téléfilm) de Jackie Cooper

### Acteur

#### Cinéma
- 1952 : Parachutiste malgré lui de Norman Taurog : un sergent (non crédité)
- 1952 : L'Intrépide de Stanley Donen : Pvt. Ross (non crédité)
- 1955 : Permission jusqu'à l'aube de John Ford, Mervyn LeRoy et Joshua Logan : Kennedy

#### Télévision
- 1953 : I Led Three Lives (en) (série), Campus Story (saison 1, épisode 6) réalisé par Lew Landers  : Jim Fielding III (sous le nom James Moloney)
- 1953 : The Lone Ranger (série), Trouble in Town (saison 3, épisode 30) réalisé par Paul Landres : Ted Burnett
- 1954 : Mr. District Attorney (en) (série), (épisode daté du 9 avril 1954) réalisé par Leslie Goodwins

### Producteur
- 1975 : Sunburst (en) de James Polakof (producteur associé, sous le nom de James Moloney)